# Залаэгерсег (футбольный клуб)
«Залаэгерсег» (венг. Zalaegerszegi TE; ZTE) — венгерский футбольный клуб из одноимённого города.

## История
Футбольный клуб в Залаэгермеге известен с 1912 года. Он был создан членами литературного общества. В первом матче команда победила футболистов из Вашвара со счётом 4:2. Клуб успешно выступал до начала Первой мировой войны под руководством тренера Йозефа Вадажа.
После войны, в 1920 году, был образован клуб Zalaegerszegi TE. В присутствии 2000 зрителей клуб в первой встрече, состоявшейся 21 августа 1920 года, потерпел поражение со счётом 1:2, проиграв команде AK Szombathely.
В чемпионате Венгрии ZTE начал выступление со второго дивизиона в 1924 году. Через десять лет он занял в дивизионе первое место и с 1934 года перешёл в высшую лигу. В начале 1940-х годов стадион и собственность ZTE были конфискованы. Клуб возродился в 1957 году, одновременно объединившись с двумя другими местными командами.

## Достижения
- Чемпион Венгрии: 2001/02
- Обладатель кубка Венгрии: 2022/23
- Финалист кубка Венгрии: 2009/10

## Участие в еврокубках
- Лига чемпионов УЕФА (1):
2002/03
2-й квалификационный раунд: Залаэгерсег — Загреб (1:0 | 1:2)
3-й квалификационный раунд: Залаэгерсег — Манчестер Юнайтед (1:0 | 0:5)
- Кубок УЕФА (1):
2002/03
Первый раунд: Динамо Загреб — Залаэгерсег (6:0 | 3:1)
- Кубок Интертото (2):
1985
2007
Второй раунд: Залаэгерсег — Рубин (0:3 | 0:2)
- Лига Европы (1):
2010
Первый раунд: Залаэгерсег — Тирана (0:0 | 0:1)